# Hoske (Wittichenau)

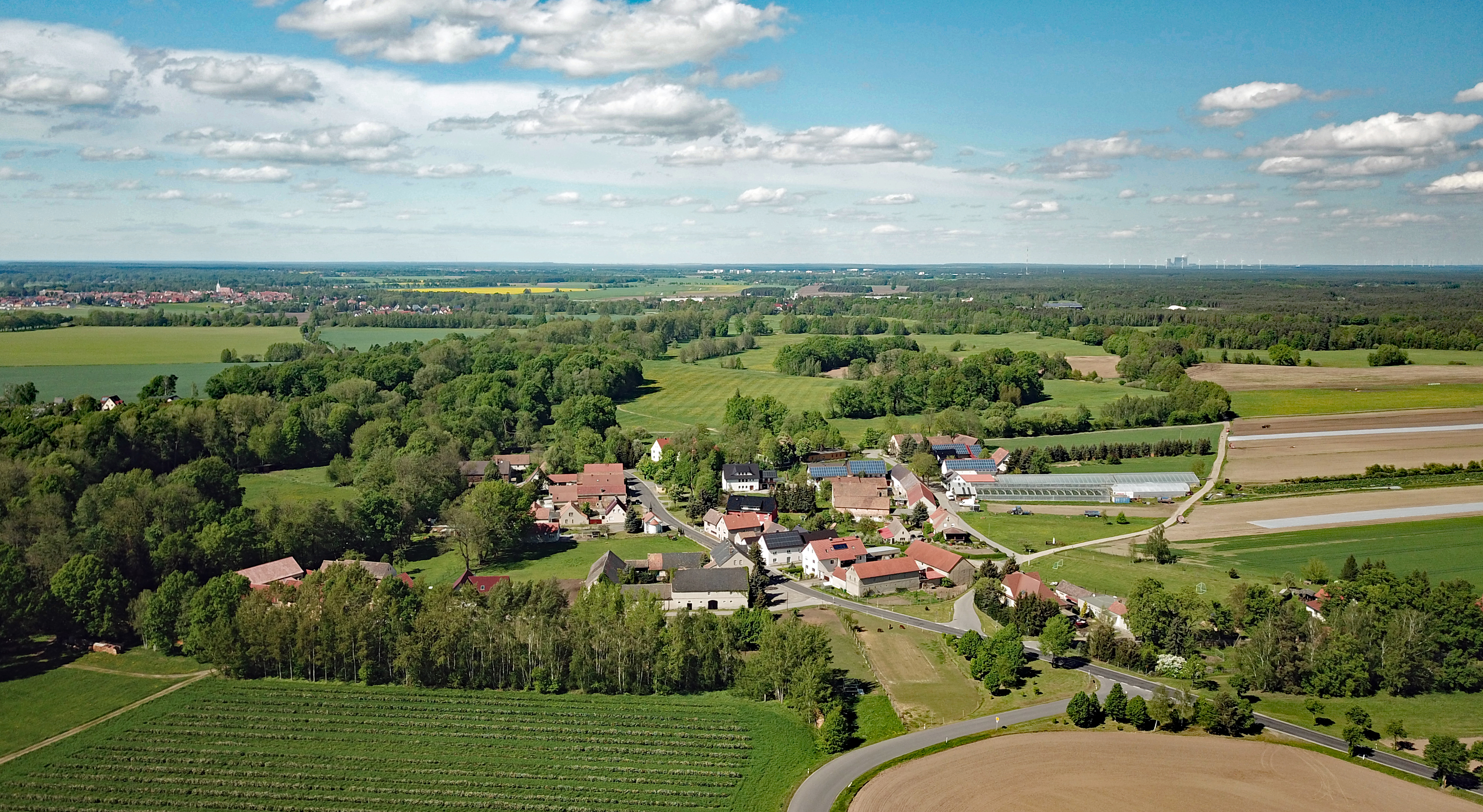
Luftbild

Hoske, obersorbisch Hózkⓘ, ist ein Ortsteil der Stadt Wittichenau im Landkreis Bautzen in Sachsen. Der Ort liegt im offiziell anerkannten sorbischen Siedlungsgebiet.

## Lage
Hoske liegt in der Oberlausitz knapp drei Kilometer südöstlich der Stadt Wittichenau. Umliegende Ortschaften sind Brischko im Norden, der zur Gemeinde Lohsa gehörende Ortsteil Groß Särchen im Osten, Rachlau im Südosten, Kotten im Südwesten, Saalau im Westen sowie die Stadt Wittichenau im Norden.
Durch Hoske verläuft die Kreisstraße 9222 von Wittichenau nach Commerau. Des Weiteren fließt die Schwarze Elster durch den Ort. Bis zu ihrer Stilllegung im Jahr 2001 führte die Bahnstrecke Bautzen–Hoyerswerda durch Hoske.

## Geschichte
Hoske wurde im Jahr 1374 als Gosik urkundlich erwähnt. Im Laufe der Zeit änderte sich der Ortsname von Gossk (1486) über Gößigk (um 1600) und Hosky (1732) zu Hoske im Jahr 1791. 1816 wurde der Ort als Goßig beziehungsweise als Hoßke erwähnt. Im Jahr 1937 wurde der Ort von den Nationalsozialisten im Zuge der Germanisierung im Deutschen Reich aus ideologischen Gründen in Elsterrode umbenannt. Seit 1947 heißt der Ort wieder Hoske.
Die Kapelle in Hoske wurde im Jahr 1898 erbaut. Von Mai 1920 bis zur Eröffnung der neuen Schule in Rachlau im Jahr 1922 wurden die Räumlichkeiten der Kapelle als Schulraum für die Kinder aus Hoske und Rachlau genutzt. Die frühere Kapelle in Hoske wurde vor der Fertigstellung der neuen Kapelle abgerissen, über diese frühere Kapelle existieren allerdings heute keine Papiere mehr. Die Hosker Kapelle hat eine Größe von 33,9 m²
Nach dem Wiener Kongress kam Hoske im Jahr 1815 an das Königreich Preußen. Dort lag der Ort bis zum 8. Juli 1945 im Regierungsbezirk Liegnitz. Am 1. Juli 1950 wurde die bis dahin eigenständige Gemeinde Rachlau eingegliedert. Am 25. Juli 1952 wurde die Gemeinde Hoske dem neu gebildeten Kreis Hoyerswerda im Bezirk Cottbus zugeordnet. Nach der Wende lag Hoske im Landkreis Hoyerswerda in Sachsen. Am 1. Januar 1994 wurde Hoske nach Wittichenau eingemeindet. Vom 1. Januar 1996 bis zum 31. Juli 2008 lag Hoske im Landkreis Kamenz, seit der sächsischen Kreisreform vom 1. August 2008 liegt der Ort im Landkreis Bautzen.

## Bevölkerung
Für seine Statistik über die sorbische Bevölkerung in der Oberlausitz ermittelte Arnošt Muka im Jahr 1884 eine Bevölkerungszahl von 230 Einwohnern, alle waren Sorben. Ernst Tschernik zählte im Jahr 1956 noch einen sorbischsprachigen Bevölkerungsanteil von 60,8 %.
Hoske zählt zum katholischen obersorbischen Kernsiedlungsgebiet und gehört zur Pfarrgemeinde Wittichenau.

## Nachweise
1. ↑  Hoske im Historischen Ortsverzeichnis von Sachsen Abgerufen am 12. Mai 2017
2. ↑  Katholische Pfarrgemeinde St. Mariä Himmelfahrt Wittichenau: Hoske. In: st-mariae-himmelfahrt-wittichenau.de. Abgerufen am 12. Mai 2017.
3. ↑  Hoske in der Datenbank des Vereins für Computergenealogie. Abgerufen am 12. Mai 2017.
4. ↑  Ernst Tschernik: Die Entwicklung der sorbischen Bevölkerung. Akademie-Verlag, Berlin 1954, S. 91.
5. ↑  Ludwig Elle: Sprachenpolitik in der Lausitz. Domowina-Verlag, Bautzen 1995.